# Gloria Bamiloye
Gloria Olusola Bamiloye es una dramaturga, actriz de cine, productora y directora nigeriana. Es cofundadora del Ministerio de Drama Mount Zion.

## Biografía
Bamiloye nació en Ilesa, una ciudad del estado de Osun. Asistió al Divisional Teachers Training College en Ipetumodu, donde se formó como maestra de escuela.

## Carrera
Cofundó Zion Drama Ministry el 5 de agosto de 1985 con su esposo, Mike Bamiloye. Ha presentado y dirigido múltiples películas y dramas nigerianos. En el año 2002, fue autora de un libro titulado "The Anxiety of Single Sisters" ("La ansiedad de las hermanas solteras").